# Besnard (Adelsgeschlecht)
Die Adelsfamilie von Besnard ist ein pfalz-bayerisches Briefadelsgeschlecht in zwei Linien, das aus dem Elsass stammt und im 18. Jahrhundert bzw. im 19. Jahrhundert entstand.

## Herkunft
Die Familie stammt aus Buchsweiler im Elsass, damals Regierungssitz der unter französischer Oberhoheit stehenden Grafschaft Hanau-Lichtenberg. Stammeltern der späteren Adeligen sind Dominik Andreas Besnard, hessen-darmstädtischer Amtmann in Buchsweiler und dessen Ehefrau Monika geb. Eisenwenger. Die Familie gehörte dem katholischen Bekenntnis an.
Die Eltern hatten mehrere Kinder, wovon zwei Söhne unabhängig voneinander eine ältere und eine jüngere Adelslinie begründeten, welche das gleiche Stammwappen führten und sich nur in der Helmzier unterschieden.

## Ältere Linie

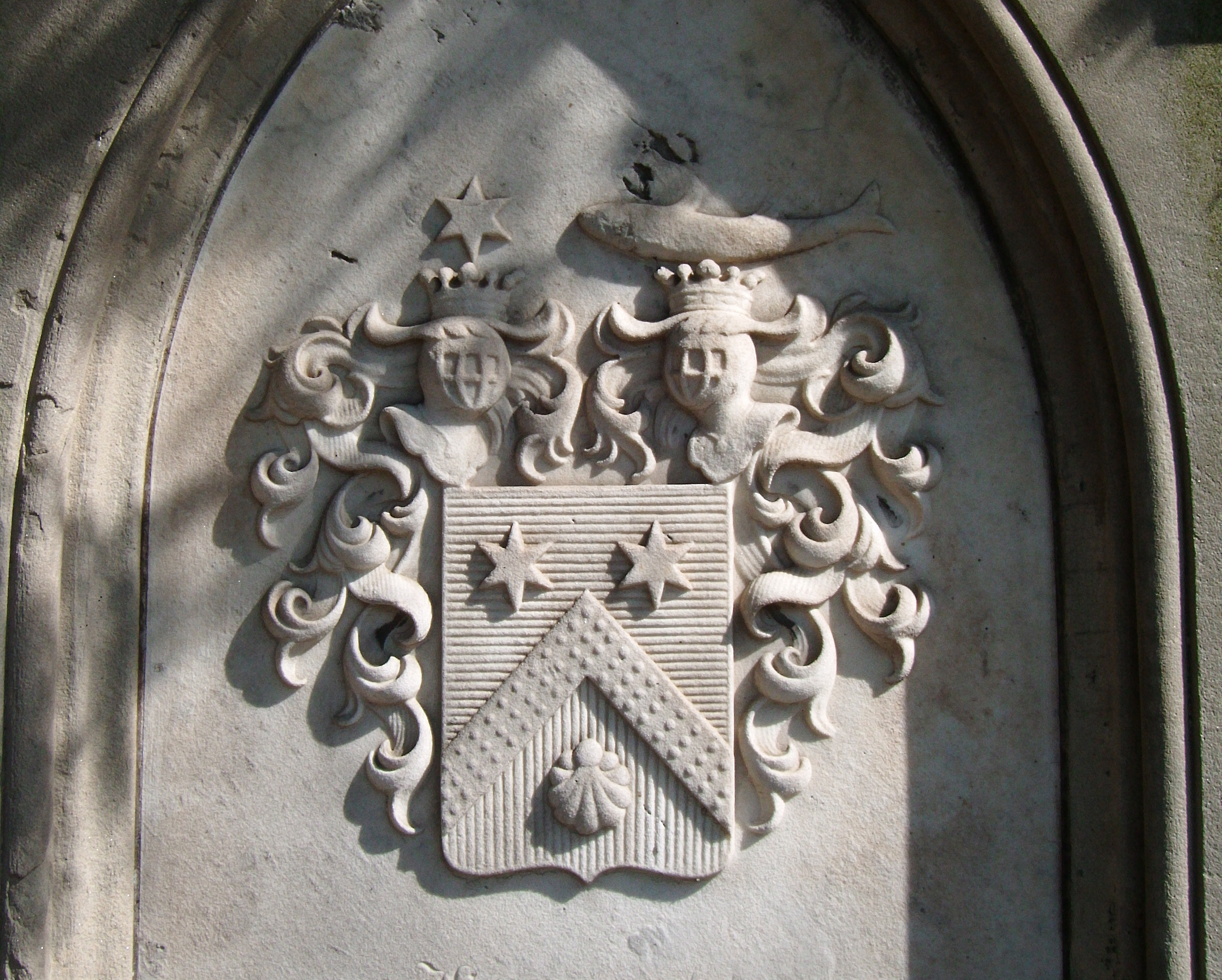
Wappen der Adelsfamilie von Besnard (ältere Linie). Detail vom Grabstein des Heinrich von Besnard (1806–1869), Hauptfriedhof Zweibrücken

Der Sohn Heinrich Besnard (1745–1806), ein früherer Jesuitenschüler in Hagenau, avancierte zum herzoglich pfalz-zweibrückischen Geheimrat und wurde von Kaiser Joseph II., zu Przemyśl, am 1. Juli 1783 in den erblichen Adelsstand eines Edlen von erhoben. Mit Datum vom 18. Januar 1786 verlieh ihm der Kaiser den Zusatz Edler von Schlangenheim. Die Familienlinie nannte sich seither mit vollem Namen von Besnard, Edle von Schlangenheim. Heinrich von Besnard, während der französischen Zeit der Rheinpfalz, Bürgermeister und Unterpräfekt in Zweibrücken, war dort mit Karolina Katharina geb. Carrové (1740–1796) verheiratet und sie hatten mehrere Kinder. Der Sohn Anton von Besnard (1794–1825) amtierte als bayerischer Landkommissär in Kusel. Er und sein Bruder Heinrich Nikolaus wurden am 26. März 1824 in den Ritterstand des Königreichs Bayern erhoben. Auf dem Hauptfriedhof Zweibrücken befindet sich ein schöner Wappengrabstein von Heinrich von Besnard (1806–1869), einem Enkel des Gründers der Adelslinie.

## Jüngere Linie

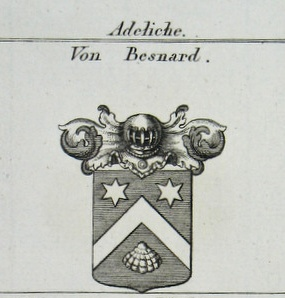
Wappen der Adelsfamilie von Besnard (jüngere Linie)

Franz Joseph Besnard (1749–1814), Bruder des Gründers der älteren Adelslinie, war ebenfalls Jesuitenzögling in Hagenau, studierte in Straßburg Medizin sowie Chirurgie und wurde 1778 der Leibarzt von Pfalzgraf Maximilian Joseph, dem nachmaligen König von Bayern. Dieser lebte damals noch als französischer Offizier in Straßburg. Besnard kurierte ihn mehrfach von gefährlichen Erkrankungen und besorgte dort auch die Entbindung des Sohnes Ludwig, dem späteren König Ludwig I. von Bayern. Nachdem Maximilian Joseph 1799, als Kurfürst (ab 1806 König) die Regierung in Bayern antrat, nahm er Franz Joseph Besnard mit sich nach München. 1808 avancierte er dort zum Direktor des Medicinal-Comites, womit er oberster Mediziner der Hauptstadt war. 1808 erhielt er auch das Ritterkreuz des Verdienstordens der Bayerischen Krone, verbunden mit dem persönlichen Adelsstand, 1813 erhob ihn der König in den erblichen Ritterstand des Königreiches. Der Adel ging auf seinen Sohn, den Offizier Franz Anton von Besnard (1796–1854) über, der sich später auch als katholisch-theologischer Schriftsteller betätigte.